# Isorno (Svizzera)
Isorno è stato un comune svizzero di 317 abitanti del Canton Ticino, nel distretto di Locarno.

## Storia
Il comune di Isorno è stato istituito il 15 aprile 2001 con la fusione dei comuni soppressi di Auressio, Berzona e Loco e soppresso il 10 aprile  2016, quando è stato aggregato al comune di Onsernone assieme agli altri comuni soppressi di Gresso, Mosogno e Vergeletto. Capoluogo comunale era Loco. La fusione è stata decisa con votazione popolare il 23 settembre 2012, con 132 voti favorevoli e 33 contrari, ed è entrata in vigore il 10 aprile 2016 dopo la ratifica del Gran Consiglio.

## Società

### Evoluzione demografica
L'evoluzione demografica è riportata nella seguente tabella:
Abitanti censiti